# Хаїм Ревіво
Хаїм Ревіво (івр. חיים רביבו; нар. 22 лютого 1972 року, Ашдод, Ізраїль) — ізраїльський футболіст який  грав на позиції атакуючого півзахисника в ряді команд ізраїльської прем'єр-ліги, а також у вищих лігах Іспанії і Туреччини і в національній збірній Ізраїлю. Ревіво був занесений в Зал слави ізраїльського футболу і увійшов до п'ятірки кращих ізраїльських футболістів всіх часів. 
Сьогодні бізнесмен і футбольний оглядач.
Відігравши в Іспанії кілька досить успішних сезонів, провівши за галіссійскій клуб 99 ігор і забив 25 м'ячів, у 2000 році Ревіво підписує контракт з турецьким «Фенербахче», 2001 році став одним з тих, хто привів цю стамбульську команду до перемоги в чемпіонаті Туреччини. Але через деякий час «Фенербахче» обзавівся кількома досить відомими гравцями, і інтерес до продовження співпраці з гравцем з Ізраїлю у босів «Фенербахче» зійшов нанівець. В результаті Ревіво покинув команду і перейшов до табору іншого гранда турецького футболу - в стамбульський «Галатасарай». Цей трансфер викликав досить сильний резонанс в турецькій навколофутбольні середовищі. За «Галатасарай» Ревіво відіграв всього один сезон, після закінчення якого покинув Туреччину і повернувся до Ізраїлю.